# دیتون (کالیفرنیا)
دیتون (به انگلیسی: Dayton) یک منطقهٔ مسکونی در ایالات متحده آمریکا است که در شهرستان بیوت، کالیفرنیا واقع شده‌است. دیتون ۴۳ متر بالاتر از سطح دریا واقع شده‌است.